# Берестовский сельский совет (Липоводолинский район)
Берестовский сельский совет (укр. Берестівська сільська рада) — входит в состав
Липоводолинского района
Сумской области
Украины.
Административный центр сельского совета находится в 
с. Берестовка.

## Населённые пункты совета
- с. Берестовка
- с. Яловый Окоп